# José de Araújo Ribeiro
José de Araújo Ribeiro, primeiro e único barão e Visconde de Rio Grande, (Barra do Ribeiro, 20 de julho de 1800 — 25 de julho de 1879) foi um advogado, diplomata e político brasileiro.

## Vida
Filho do comendador José Antônio de Araújo Ribeiro que era charqueador em Barra do Ribeiro. Formou-se em direito civil pela Universidade de Coimbra, doutorando-se em 1823.
Entrou na carreira diplomática em 1826, quando foi nomeado secretário da legação em Nápoles, tendo passado a servir na França, em 1828, e no fim do mesmo ano foi nomeado embaixador em Washington.
Em 1833 foi nomeado presidente da província de Minas Gerais, a qual governou de 4 de julho a 4 de novembro de 1833. Neste período apaziguou uma revolta em Ouro Preto, sendo enviado à Grã-Bretanha logo em seguida.
Em 1834 foi enviado a Portugal, encarregado de cumprimentar a rainha Maria II de Portugal, por sua ascensão ao trono, ao fim da Guerra Civil Portuguesa. De volta ao Brasil foi nomeado presidente da província do Rio Grande do Sul, então no início da Revolução Farroupilha. Sua posse foi negada pela Assembleia Legislativa, controlada pelo revolucionários, o que agravou o rumo do conflito. Governou a província por duas vezes, de 15 de junho a 4 de julho de 1836 e de 24 de julho de 1836 a 5 de janeiro de 1837.
Em 1837 é enviado à França como ministro plenipotenciário, tendo desempenhado missão na Inglaterra, em 1843, e logo depois retornado à França, da qual retirou-se em 1849, após a queda da família de Orleans, devido à Revolução de 1848.
Foi responsável pela reaproximação do Brasil com Portugal, após a independência; pela serenização dos ânimos na questão do Oiapoque na França, e pela amenização dos efeitos da Lei Aberdeen da Inglaterra, restringindo o tráfico de escravos.
Foi deputado geral e, em 1847, quando foi aumentado o número de senadores do Império do Brasil, enquanto ainda se encontrava na França, foi escolhido para o cargo, como representante do Rio Grande do Sul. Exerceu o mandato de 1849 até seu falecimento, em 1879.
Recebeu o título de barão de Rio Grande, em 1866; foi elevado a visconde em 1874.
Escreveu O fim da criação ou a natureza interpretada pelo senso comum, obra filosófica, publicada no Rio de Janeiro em 1875. Foi membro do Instituto Histórico e Geográfico Brasileiro, comendador da Ordem de Cristo e oficial da Legião de honra da França.
Morto em 1879, deixou no seu testamento significativas doações às casas de caridade de Porto Alegre, Pelotas e Rio Grande.